# .pt
Pour les articles homonymes, voir PT.
.pt est le domaine de premier niveau national réservé au Portugal.